# Municipio de Omealca
El municipio de Omealca es un municipio situado en el estado de Veracruz, México. Según el censo de 2020, tiene una población de 23 773 habitantes. Su cabecera es la localidad de Omealca.
Está ubicado en la zona centro del estado, en las coordenadas 18°45’ de latitud norte y 96°47’ de longitud oeste, a una altitud de 400 m s. n. m.
Su nombre significa "lugar de dos aguas".
El municipio está conformado por 59 localidades.

## Límites
- Norte: Amatlán de los Reyes, Coetzala, Cuichapa y Cuitláhuac.
- Sur: Tezonapa.
- Este: Tierra Blanca.
- Oeste: Coetzala y Zongolica.

## Clima
Su clima es cálido-húmedo, con una temperatura media de 21.6 °C y lluvias abundantes en verano y principios de otoño, con menor intensidad en invierno.

## Cultura
Omealca festeja del 18 al 21 de marzo una feria titular en honor a San José, patrono del lugar.